# 中央尖山東峰
中央尖山東峰，位於臺灣太魯閣國家公園境內，顧名思義，在中央尖山東方的山頭，行政區域屬花蓮縣秀林鄉和平村，離台中市和平區平等里的縣市界不到100公尺，山頂海拔3580公尺，地圖瀏覽器及健行筆記網站亦皆標示為3580公尺，無基石。地圖瀏覽器網站未標示步道軌跡。為十巖之第二高峰。